# Station Surabaya Kota

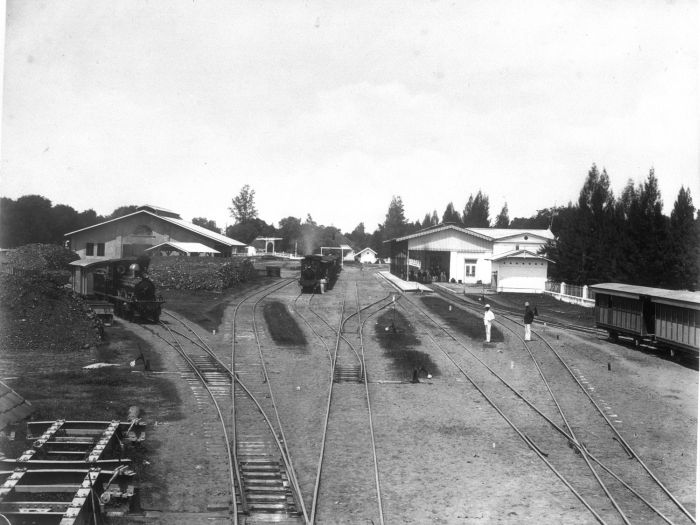
De achterkant van het spoorwegstation in Soerabaja, Java (1880-1885).

Surabaya Kota is een spoorwegstation in de Indonesische provincie Oost-Java.

## Bestemmingen
- Logawa: (Station Purwokerto-Station Jember)
- Penataran: (Station Surabaya Kota-Station Blitar en Station Malang)
- Rapih Dhoho: (Station Surabaya Kota-Station Blitar)
- Bima: (Station Surabaya Kota-Station Surabaya Gubeng-Station Gambir)
- Gaya Baru Malam Selatan: (Station Surabaya Kota-Station Surabaya Gubeng-Station Pasar Senen-Station Jakarta Kota)
- Turangga: (Station Surabaya Kota-Station Bandung)
- Sri Tanjung: (Station Banyuwangi Baru-Station Lempuyangan)
- Argo Wilis: (Station Surabaya Kota-Station Bandung)
- Delta Ekspres: (Station Surabaya Kota-Station Porong)
- Mutiara Selatan:(Station Surabaya Kota-Station Bandung en Station Madiun)
- Arek Surokerto: (Station Surabaya Kota-Station Mojokerto)
- Sancaka: (Station Yogyakarta-Station Surabaya Gubeng-Station Surabaya Kota)
- KRD Surabaya-Jombang-Kertosono: (Station Surabaya Kota-Station Jombang-Station Kertosono)